# 猴猴
猴猴，是臺灣宜蘭縣蘇澳鎮的一個傳統地域名稱，位於該鎮東北部。相較於今日行政區，其範圍大致為龍德里東部、頂寮里。

## 歷史
台灣清治末期，猴猴地區為一街庄，稱為「猴猴庄」，隸屬於利澤簡堡。該庄東臨太平洋，南與功勞埔庄、馬賽庄為鄰，西邊為隆恩庄，北邊為成興庄、下清水庄。
1901年（日明治三十四年）11月，該庄隸屬於宜蘭廳，編入第十三區。1905年（明治三十八年）7月，該區改名為「利澤簡區」。1920年（大正九年），該庄改制為「猴猴」大字，隸屬於臺北州蘇澳郡蘇澳庄，大字下有「猴猴」、「頂寮」小字名。1933年，蘇澳庄升格為蘇澳街。
戰後蘇澳街改制為蘇澳鎮，隸屬於臺北縣，大字亦改制為里。1950年10月，北、基、宜分治，蘇澳鎮改隸屬於宜蘭縣。

## 聚落
本地區發展較早的聚落有猴猴、頂寮等，在日治期初期的官方地圖上已有記載。

## 交通
省道台2線（蘇濱路三段）是淡水關渡大橋至蘇澳的幹道，為台灣濱海公路系統之一，其中基隆至蘇澳路段又稱為「北部濱海公路」，大致以北北東－南南西走向轉縱向經過猴猴地區中部。由該道路向北北西可前往五結東部、壯圍、頭城、貢寮、瑞芳等地，向南可前往蘇澳並止於省道台9線路口。
省道台2戊線（福德路）是五結鄉新店至聖湖的幹道，大致以北北西－南南東走向自本地區西北部入境，後轉北偏東－南偏西走向至省道台2線路口，與其共線續行至出境。由該道路向北北西可前往成興、利澤簡並止於其東北部邊界處省道台2線路口，向南偏西可前往馬賽、隘丁、糞箕湖並止於省道台9線路口。
鄉道宜30線是冬山鄉蚊子坑至五結鄉成興的道路，大致以西偏南－東偏北走向經過本地區北部邊界地帶。由該道路向西偏南可前往隆恩、奇武荖、補城地與香員宅交界地帶、冬山市區、大和、員山、鹿埔、阿里史並止於鄉道宜46線路口，向東偏北可前往下清水西南部並止於省道台2線路口。

## 廟宇
- 頂寮城隍廟